# Goudon
Goudon település Franciaországban, Hautes-Pyrénées megyében. Lakosainak száma 239 fő (2022. január 1.). Goudon Cabanac, Coussan, Gonez, Marquerie, Moulédous, Peyriguère és Thuy községekkel határos.

## Népesség
A település népességének változása:
| Lakosok száma | 232  | 233  | 240  | 231  | 231  | 230  | 234  | 235  | 239  |
|               | 2013 | 2015 | 2016 | 2017 | 2018 | 2019 | 2020 | 2021 | 2022 |